# Lenz (Mecklenburg)
Lenz ist ein ehemaliger Ortsteil der ehemaligen Gemeinde Petersdorf des heutigen Landkreises Mecklenburgische Seenplatte in Mecklenburg-Vorpommern. Die heutigen eigenständigen Ortsteile Lenz-Nord und Lenz-Süd bilden den ehemaligen Ort Lenz in seiner Struktur ab.

## Geografie
Der Ort lag am östlichen Ufer des Plauer Sees und am westlichen Ende des Petersdorfer Sees. Beide Seen verbindet auch heute noch der Lenzer Kanal, durch den die Elde in Ost-West-Richtung fliest.

## Geschichte
Erstmalig Urkundlich erwähnt wurde Lenz im Jahr 1387.
Lenz bestand als eigenständiger und zusammenhängender Ort bis zu seiner Aufteilung 1934. Ab 1935 existierten zwei Orte: Lenz-Nord und Lenz-Süd. Die Teilung erfolgte entlang des Verlaufs des Lenzer Kanals. Lenz-Nord wurde gemeinsam mit Biestorf der Stadt Malchow zugeordnet. Die damalige Gemeinde Petersdorf verlor Biestorf als Ortsteil und behielt den anderen Teil von Lenz, fortan als Lenz-Süd benannt.